# Лейк-Лафаєтт (Міссурі)
Лейк-Лафаєтт (англ. Lake Lafayette) — місто (англ. city) в США, в окрузі Лафаєтт штату Міссурі. Населення — 277 осіб (2020).

## Географія
Лейк-Лафаєтт розташований за координатами 38°56′56″ пн. ш. 93°58′7″ зх. д. / 38.94889° пн. ш. 93.96861° зх. д. (38.948776, -93.968705).  За даними Бюро перепису населення США в 2010 році місто мало площу 1,97 км², з яких 1,66 км² — суходіл та 0,31 км² — водойми.

## Демографія
Згідно з переписом 2010 року, у місті мешкало 327 осіб у 124 домогосподарствах у складі 82 родин. Густота населення становила 166 осіб/км².  Було 167 помешкань (85/км²).
Расовий склад населення:
| - 95,1 % — білих - 2,4 % — чорних або афроамериканців - 0,6 % — корінних американців |

До двох чи більше рас належало 1,8 %. Частка іспаномовних становила 0,6 % від усіх жителів.
За віковим діапазоном населення розподілялося таким чином: 21,4 % — особи молодші 18 років, 64,2 % — особи у віці 18—64 років, 14,4 % — особи у віці 65 років та старші. Медіана віку мешканця становила 43,8 року. На 100 осіб жіночої статі у місті припадало 112,3 чоловіків;  на 100 жінок у віці від 18 років та старших — 108,9 чоловіків також старших 18 років.
Середній дохід на одне домашнє господарство  становив 46 172 долари США (медіана — 36 023), а середній дохід на одну сім'ю — 49 380 доларів (медіана — 42 917). Медіана доходів становила 40 625 доларів для чоловіків та 22 344 долари для жінок. За межею бідності перебувало 14,2 % осіб, у тому числі 16,9 % дітей у віці до 18 років та 4,0 % осіб у віці 65 років та старших.
Цивільне працевлаштоване населення становило 120 осіб. Основні галузі зайнятості: виробництво — 21,7 %, роздрібна торгівля — 17,5 %, освіта, охорона здоров'я та соціальна допомога — 12,5 %, науковці, спеціалісти, менеджери — 9,2 %.